# 게오르기 스타이코프
게오르기 니콜로프 스타이코프(불가리아어: Георги Николов Стайков, 1964년 8월 10일~)는 불가리아의 배우이다. 

## 출연 작품

### 영화
- 코드 레드 (2013년) - 루세프 역
- 더 콰이어트 게임 (2011년)
- 틸트 (2010년)
- 밀레니엄 : 제3부 벌집을 발로 찬 소녀 (2009년) - 알렉산더 차라첸코 역
- 밀레니엄 : 제2부 불을 가지고 노는 소녀 (2009년) - 알렉산더 차라첸코 역
- 밀레니엄 제1부 - 여자를 증오한 남자들 (2009년)
- 탁구는 나의 힘 (2007년)
- 오프사이드 (2006년)
- 바빌론의 재앙 (2004년)